# Крачевець
Крачевець (хорв. Kračevec) — населений пункт у Хорватії, у Вараждинській жупанії у складі громади Високо.

## Населення
Населення за даними перепису 2011 року становило 135 осіб.
Динаміка чисельності населення поселення:

## Клімат
Середня річна температура становить 9,98 °C, середня максимальна – 23,62 °C, а середня мінімальна – -5,82 °C. Середня річна кількість опадів – 904 мм.
| Клімат поселення                              | Клімат поселення | Клімат поселення | Клімат поселення | Клімат поселення | Клімат поселення | Клімат поселення | Клімат поселення | Клімат поселення | Клімат поселення | Клімат поселення | Клімат поселення | Клімат поселення | Клімат поселення |
| Показник                                      | Січ.             | Лют.             | Бер.             | Квіт.            | Трав.            | Черв.            | Лип.             | Серп.            | Вер.             | Жовт.            | Лист.            | Груд.            |                  |
| Середній максимум, °C                         | 5,54             | 7,32             | 11,55            | 15,71            | 20,58            | 23,62            | 23,24            | 22,80            | 18,87            | 13,86            | 8,31             | 4,37             |                  |
| Середня температура, °C                       | −0,15            | 1,64             | 5,88             | 10,02            | 14,91            | 17,94            | 19,59            | 19,16            | 15,22            | 10,22            | 4,66             | 0,73             |                  |
| Середній мінімум, °C                          | −5,82            | −4,03            | 0,19             | 4,35             | 9,22             | 12,27            | 15,93            | 15,50            | 11,58            | 6,55             | 1,00             | −2,94            |                  |
| Норма опадів, мм                              | 46               | 48               | 59               | 70               | 78               | 103              | 88               | 91               | 86               | 85               | 85               | 65               |                  |
| Середньомісячна швидкість вітру, м/с          | 2.04             | 2.24             | 2.60             | 2.53             | 2.38             | 2.10             | 2.06             | 1.87             | 1.93             | 1.99             | 2.12             | 2.09             |                  |
| Середньомісячна сонячна радіація, кДж/м²·день | 4071             | 6814             | 10553            | 14888            | 18975            | 20803            | 21621            | 18760            | 13911            | 8741             | 4587             | 3257             |                  |
| --------------------------------------------- | ---------------- | ---------------- | ---------------- | ---------------- | ---------------- | ---------------- | ---------------- | ---------------- | ---------------- | ---------------- | ---------------- | ---------------- | ---------------- |
| Джерело:                                      |                  |                  |                  |                  |                  |                  |                  |                  |                  |                  |                  |                  |                  |